# Colin Coote
Colin Reith Coote (19 octobre 1893 - 8 juin 1979) est un journaliste britannique et homme politique libéral. Pendant quatorze ans, il est rédacteur en chef du Daily Telegraph .

## Biographie
Il est né à Fenstanton, dans le Huntingdonshire. Il est le fils de Howard Browning Coote de Stukeley Hall, plus tard Lord Lieutenant du Huntingdonshire, et de Jean Coote (née Gray) d'Aberdeen . Il fait ses études à la Rugby School et au Balliol College d'Oxford, où il obtient son diplôme en 1914 . Au début de la Première Guerre mondiale, il est officier dans le Gloucestershire Regiment. Il sert en France et en Italie, et est contraint de retourner au Royaume-Uni, après avoir été blessé et gazé. Il reçoit l'Ordre du Service distingué en 1918.
En novembre 1917, le député libéral de Wisbech, Neil James Archibald Primrose, est tué  et Coote est choisi comme candidat libéral pour le siège et, en raison d'un pacte de temps de guerre entre les deux partis, est également désigné par l'association conservatrice et unioniste locale. Il est élu sans opposition à la Chambre des communes le 14 décembre 1917 .
Pour les élections générales, les circonscriptions sont complètement réorganisées par la Representation of the People Act 1918, et le siège de Wisbech devient une partie de la nouvelle division de l'île d'Ely. Coote est élu député de l'île d'Ely, encore une fois sans opposition .
Aux élections générales de 1922, ses différends avec les conservateurs les amènent à présenter un candidat contre lui. Coote, candidat libéral national, est battu par le colonel Norman Coates. Avec le recul, Coote décrit sa défaite comme la « miséricorde suprême » de sa carrière, car elle lui a permis de poursuivre le journalisme .
Alors qu'il est membre du Parlement, Coote a acquis une réputation d'écrivain indépendant. En quittant les Communes, il est nommé correspondant à Rome du Times . Sa période en Italie lui permet de couvrir la montée du fascisme italien sous Benito Mussolini . De retour au Royaume-Uni en 1926, il passe trois ans en tant que journaliste parlementaire avant de devenir un écrivain important.
Au moment de la crise de Munich, Coote se trouve opposé au soutien du journal à l'apaisement et refuse d'écrire sur les dirigeants soutenant cette politique . Il quitte finalement le Times en 1942 à la suite de la démission de Geoffrey Dawson comme rédacteur en chef, et prend un poste au Daily Telegraph. Il devient rédacteur en chef adjoint du Telegraph en 1945 et succède à Arthur Watson comme rédacteur en chef en 1950. Il occupe le poste jusqu'en 1964, ses tendances libérales équilibrant les opinions par ailleurs conservatrices du journal. En 1961, Coote présente l'ostéopathe Stephen Ward au diplomate soviétique Eugene Ivanov, une rencontre qui aboutira à l'affaire Profumo . Il est fait chevalier en 1962.
Coote est décédé à son domicile de Londres le 8 juin 1979, à l'âge de 85 ans .

## Famille
Coote s'est marié trois fois. En 1916, il épouse Marguerite Doris Wellstead, de Hessle, Yorkshire de l'Est et ils ont deux filles avant de divorcer en 1925. Il épouse ensuite Denise Dethoor, de Doulieu, France. Elle meurt en 1945 et il se remarie à Amalie Lewkowitz l'année suivante .